# Шамова, Анна Николаевна
Анна Николаевна Шамова (род. 27 августа 1977, Шахтёрск, Сахалинская область) — неоднократный призер чемпионатов мира и Европы по вольной борьбе среди женщин, двукратная чемпионка мира и Европы по вольной борьбе среди молодежи, двукратная чемпионка мира по борьбе на поясах, заслуженный мастер спорта России.

## Биография
Закончила Томский государственный университет в 2000 году.
Серебряный (2000 - до 68 кг) и бронзовый (1999 - до 68 кг) призер чемпионатов мира.
Бронзовый призер чемпионатов Европы (1997 - до 75 кг; 2000 - до 68 кг; 2002 - до 67 кг).
Серебряный призер чемпионата России (2001).
Тренер - заслуженный тренер России Н. П. Карпенко.
В сборной команде России с 1996 по 2007 год.
Выступала за ЦСКА (Москва).
Тренер по вольной борьбе ДЮСШ «Спартак-Орехово» (Орехово-Зуево).
Тренер юниорского состава сборной команды России по спортивной борьбе (2015 Архивная копия от 14 июня 2021 на Wayback Machine, 2016 Архивная копия от 14 июня 2021 на Wayback Machine, 2017 Архивная копия от 14 июня 2021 на Wayback Machine, 2018 Архивная копия от 14 февраля 2019 на Wayback Machine, 2019 Архивная копия от 14 июня 2021 на Wayback Machine).
Награждена почетным знаком «За заслуги в развитии физической культуры и спорта Московской области». Награждена знаком Губернатора Московской области «Во славу спорта». Награждена почетными грамотами Губернатора Сахалинской области и Амурской области. Благодарственное письмо Федерации московской области за личный вклад в развитие Вольной борьбы. Благодарственные письма администрации Орехово-Зуево.